# Donald Keith Adams
 Donald Keith Adams  (Millersburg, Pensilvânia, 1902 — 1960)
Foi um psicólogo norte-americano, frequentou a Universidade de Harvard e a Universidade de Yale. Professor da Duke University (1931). Notabilizou-se pelas experiências com gatos, estudando a reacção diferida. Escreveu The Interference of Mind (1928) e Experimental Study of Adoptivo Behaviour in Cats (1929).